# Martin Gould
Martin Gould (* 14. September 1981 in London) ist ein englischer Snookerspieler. Von 2007 bis 2025 gehörte er durchgängig der Profitour an. Seine erfolgreichste Saison hatte er 2011/12, als er bis auf Platz 11 der Weltrangliste vorstieß. Sein größter Turniererfolg war der Sieg beim German Masters 2016. Daneben gewann er fünf kleinere Turniere und als Amateur zweimal die englische Landesmeisterschaft.

## Karriere

### Jugend und erstes Profijahr
Martin Gould stammt aus dem Stadtteil Pinner im Londoner Bezirk Harrow. Er war schon als Jugendlicher im Billard international erfolgreich und wurde 1998 Vize-Europameister der Junioren, allerdings in der Disziplin 9-Ball. Seinen Durchbruch im Snooker hatte er im Jahr 2002, als er die englische Amateurmeisterschaft gewann und sich anschließend als Erster der Challenge Tour für die darauffolgende Snooker Main Tour qualifizierte. Besonders die Qualifikation zur Profiweltmeisterschaft ragte heraus. Dort kam er unter die Letzten 64 und schlug unter anderem die Profis Lee Walker und Stephen Maguire. In seinem ersten Profijahr hatte er jedoch wenig Erfolg, nur einmal bei den European Open erreichte er die Runde der Letzten 64. Er fiel auf Platz 105 der Rangliste endend umgehend wieder aus der Profitour.
In den folgenden Jahren versuchte er über die Challenge Tour bzw. die PIOS-Serie die Rückkehr. Ihm gelangen zwar einzelne Achtungserfolge – Finaleinzug bei einem PIOS-Turnier, Halbfinale beim Grand Final der Pontins-Pro-Am-Serie –, insgesamt war seine Leistung aber zu unbeständig für die Tourqualifikation. In dieser Zeit musste er um seinen Lebensunterhalt und das Startgeld für die Turniere kämpfen. Er arbeitete deshalb in Teilzeit als Croupier in einem Casino im Norden von London. 2007 erreichte er zum zweiten Mal das Finale der englischen Amateurmeisterschaft und holte sich mit einem 8:7 gegen David Lilley ein weiteres Mal den Titel. Er profitierte davon, dass seit 2005 verschiedene Snookerverbände Spieler für die Profitour nominieren konnten und dabei in der Regel die nationalen Titelträger auswählten.

### Wiederqualifikation als Profi und rascher Aufstieg
In der Saison 2007/08 nahm Gould seinen zweiten Anlauf als Profi. Beim Grand Prix bewies er mit 4:3 Siegen in seiner Qualifikationsgruppe, dass er mithalten konnte. Anschließend erreichte er bei der Northern Ireland Trophy die Runde der Letzten 32. Bei den wichtigsten Turnieren, der UK Championship und der Weltmeisterschaft kam er unter die Letzten 64. Das reichte für Platz 63 Gesamtwertung und damit knapp für den Verbleib auf der Tour. Darauf konnte er aufbauen und mit dem Achtelfinale bei den Welsh Open 2009 ein neues bestes Ergebnis aufstellen und dabei den Weltranglisten-6. Stephen Hendry schlagen. Vor allem waren es aber wieder die UK Championship und die WM, wo er beide Male unter den Letzten 32 abschloss, die ihn weiter voranbrachten. Sein erstes WM-Endrundenmatch im Crucible verlor er mit 6:10 gegen Mark Allen.
Die Saison 2009/10 bedeutete mit nur 8 Turnieren einen Tiefpunkt im Profisnooker und mit nur 3 Siegen bis zur WM, davon 2 in der Masters-Qualifikation, drohte Gould ein großer Rückschritt. Doch bei der Weltmeisterschaft qualifizierte er sich zum zweiten Mal in Folge für die Endrunde. Ein umkämpftes 10:9 gegen Marco Fu, bei dem er bis zum Entscheidungsframe einem Rückstand hinterherlief, brachte ihn ins WM-Achtelfinale. Dort führte er gegen Neil Robertson mit 6:0 und 11:5 und verlor nach 12:10-Führung noch mit 12:13. Der Australier wurde danach Weltmeister. Gould blieb damit in den Top 48. Im Jahr darauf wurde die Players Tour Championship eingeführt und er profitierte von dem kompakten Format mit kurzen Partien. Bei allen 12 Einzelturnieren erreichte er mindestens Runde 2, einmal das Viertelfinale und bei Event 6 sein erstes Profifinale, das er nur knapp mit 3:4 gegen Dominic Dale verlor. Bei den PTC Grand Finals zum Abschluss schlug er Topspieler wie Judd Trump und Mark Selby. Er erreichte wieder das Finale, in dem aber Shaun Murphy als bester Spieler der PTC-Saison mit 4:0 gewann. In der Spielzeit gab es auch mehr große Turniere: Beim Shanghai Masters kam Gould ins Achtel-, beim World Open sogar ins Viertelfinale. Nach einer kleinen Durststrecke qualifizierte er sich am Saisonende erneut fürs Crucible und erneut besiegte er zum Auftakt Marco Fu, diesmal mit 10:8. Im Achtelfinale musste er sich Trump geschlagen geben, der danach Vizeweltmeister wurde. Für Gould bedeutet es den Sprung auf Platz 21 der Weltrangliste.

### Höchstplatzierung und die ersten Turniersiege
2011/12 setzte er die PTC-Erfolge fort. Zwar gab es diesmal auch Erstrundenniederlagen, aber zweimal kam er ins Halbfinale und im vorletzten Turnier ins Finale. Allerdings verlor er auch sein drittes PTC-Endspiel, diesmal mit 3:4 gegen Tom Ford. Trotzdem holte er Ende 2011 seinen ersten Titel beim erst im Vorjahr eingeführten Power Snooker Masters, einem Einladungsturnier im Sonderformat mit Zeitfaktor und Sonderpunktregeln. Im Finale schlug er in einem Ein-Frame-Match Vorjahressieger Ronnie O’Sullivan. Bei den anderen Turnieren schaffte er es dreimal ins Achtelfinale und beim Sonderformat Shoot-Out ins Viertelfinale. Zwischenzeitlich rückte er bis auf Platz 11 der Weltrangliste vor, die höchste Position in seiner Karriere. Damit war er automatisch für das Masters und für das Crucible qualifiziert. Bei beiden Turnieren gab es eine Auftaktniederlage und so beendete er die Saison als Nummer 14.
Das folgende Jahr begann mit einigen frühen Niederlagen, bevor er beim zweiten PTC-Turnier in Gloucester erneut ein Finale erreichte. Diesmal gewann er mit 4:3 gegen Stephen Maguire und holte seinen ersten Profititel in einem Minor-Ranking-Turnier, einem Ranglistenturnier mit verringerter Wertung. Er wurde auch in die Championship League 2013 eingeladen, wo er 5 Anläufe benötigte, um sich für die Schlussgruppe zu qualifizieren. Er erreichte die Ausscheidungsspiele und mit Siegen über Ding Junhui und Ali Carter gewann er auch diesen Titel. Und schließlich stand er auch beim Sonderformat Shoot-Out im Endspiel und gewann gegen Mark Allen Titel Nummer 3 der Saison. Alle drei Erfolge errang er in Partien über kurze Distanzen (Best of 7, Best of 5 bzw. Ein-Frame-Matches auf Zeit) und zwei bei Einladungsturnieren, so dass er in der Weltrangliste kaum profitierte. Bei den Turnieren über längere Distanzen und mit hoher Wertung schied er aber fast immer in Runde 1 oder 2 aus. Er fiel aus den Top 16 und beendete die Saison auf Platz 25.

### Stagnation in den Top 32
2013/14 hatte er die Weltranglistenpunkte aus seinem bis dahin erfolgreichsten Jahr zu verteidigen, doch es folgte eine durchwachsene Saison mit dem Achtelfinale beim Shanghai Masters als bestem Ranglistenergebnis. Bei einigen Turnieren ging er nach Erstrundenniederlagen leer aus, ein Viertelfinale in der PTC-Tour reichte zum ersten Mal nicht zum Erreichen des PTC-Finals. Immerhin kam er in der Championship League zum zweiten Mal in Folge ins Finale, musste seinen Titel aber nach einer 1:3-Niederlage an Judd Trump abgeben. Versöhnlich endete das Spieljahr bei der WM, bei der er sich zum sechsten Mal in Folge für das Crucible qualifizierte. Trotz der vierten Auftaktniederlage konnte er sich knapp in den Top 32 der Weltrangliste halten. 
Die Folgesaison begann Gould erfolgreich mit dem Erreichen des Halbfinals beim Wuxi Classic, bei drei weiteren Ranglistenturnieren erreichte er das Achtelfinale. Der größte Erfolg auf der PTC-Tour war Anfang Oktober 2014 der Finaleinzug bei den Bulgarian Open, er unterlag dort aber Shaun Murphy mit 2:4. Mit demselben Ergebnis besiegte er Murphy bei den PTC Grand Finals und erreichte das Viertelfinale. Beim neu eingeführten World Grand Prix besiegte er im März 2015 unter anderem den Weltranglistenersten Mark Selby und kam ins Halbfinale, wo er erneut Judd Trump unterlag. Allerdings gab es dafür keine Weltranglistenpunkte. Einige Absagen sowie das überraschende Aus in der ersten Qualifikationsrunde zur Weltmeisterschaft gegen Adam Duffy verhinderten, dass er in der Weltrangliste weiter vorankam. Er beendete die Saison auf Platz 26.

### Ein großer Titel und die Rückkehr in die Top 16
Auch im Sommer 2015 startete der Engländer wieder erfolgreich in eine neue Saison. Bei den Australian Goldfields Open besiegte er zum Auftakt den Weltranglistenachten Marco Fu und schaffte es anschließend zum zweiten Mal in seiner Karriere nach dem PTC-Finale 2011 in das Finale eines großen Weltranglistenturniers. In einem ausgeglichenen Endspiel konnte er die Partie bis zum Schluss offen halten und unterlag dem viermaligen Weltmeister John Higgins erst im Entscheidungsframe mit 8:9. Er revanchierte sich anschließend in Shanghai und kam dort mit einem Sieg über den Schotten beim Masters ins Viertelfinale, ebenso wie bei der punkteträchtigen UK Championship. Im Februar 2016 erreichte er beim German Masters sein nächstes Finale und bezwang dort den Belgier Luca Brecel mit 9:5. Damit gewann er seinen ersten vollwertigen Weltranglistentitel. Noch im selben Monat erreichte er auch beim Minor-Ranking-Turnier in Gdynia das Finale, verlor dort aber gegen den Weltranglistenersten Mark Selby. Durch weitere gute Ergebnisse rückte er zwischenzeitlich wieder bis auf Platz 12 vor und war damit automatisch für das WM-Endturnier qualifiziert. Nach der 8:10-Niederlage gegen Ding Junhui erreichte er mit Platz 15 seinen zweitbesten Saisonabschluss.
Es folgte wieder eine schwächere Saison mit dem Achtelfinale bei den Indian Open 2016, aber vielen frühen Niederlagen bei den größeren Turnieren. Erst in der zweiten Saisonhälfte gab es mit dem Halbfinale beim German Masters wieder einen Erfolg. Er rutschte wieder aus den Top 16, schlug sich aber gut in der WM-Qualifikation: Er schaffte es erneut ins Crucible und konnte Platz 16 halten. 2017/18 begann ähnlich wie die Vorsaison mit einigen frühen Niederlagen. Mit dem Halbfinale bei der International Championship und den Viertelfinals in Shanghai und bei der UK Championship noch vor dem Jahreswechsel konnte er sich stabilisieren. Danach folgte aber nur noch ein Achtelfinale bei den Welsh Open und das Zweitrundenaus in der WM-Vorrunde, was ihn 8 Ranglistenplätze kostete. In der Championship League 2018 erreichte er zum dritten Mal die finale Winners’ Group, wurde aber Gruppenletzter.

### Rascher Abstieg und persönliche Probleme
Die Saison 2018/19 begann mit drei Niederlagen in Folge. Die meisten Turniere waren auch danach früh für ihn beendet. Das Achtelfinale bei der International Championship war das einzig nennenswerte Ergebnis bei Ranglistenturnieren. Bei der Weltmeisterschaft rettete er sich einmal mehr und die erneute Crucible-Qualifikation hielt ihn gerade noch in den Top 32. Die Championship League blieb aber sein Erfolgsturnier. Wieder erreichte er die Endrunde, wurde diesmal Gruppenzweiter und gewann mit Siegen über John Higgins und Jack Lisowski zum zweiten Mal das Einladungsturnier. Trotzdem folgte danach der große Absturz. In der folgenden Saison verlor er bei Ranglistenturnieren fünfmal das Auftaktspiel und kam bis zur WM bei keinem Turnier über die dritte Runde hinaus.
Wie Gould später offenbarte, hatte eine Krise im persönlichen Umfeld zwei Jahre zuvor eine Abwärtsspirale ausgelöst. Zu dem Problem, mental mit der Krise zurechtzukommen, kamen körperliche Beschwerden, die sein Training beeinträchtigten, was ihm wiederum die Lust am Sport nahm und ihn weiter belastete. Auch Alkohol und negative Kommentare in den sozialen Medien spielten eine Rolle. Nach außen ließ er sich nichts anmerken, während sich innerlich eine Depression entwickelte. Erst zum Ende dieser Saison fand er den Mut, Hilfe zu suchen. Er plante bereits, seine Karriere zu beenden, durch die im Frühjahr 2020 aufkommende COVID-19-Pandemie wurde das Saisonende aber hinausgezögert und er konnte die Spielpause für professionelle Hilfe nutzen. Bei der erst im August ausgetragenen Weltmeisterschaft ging es um seinen Tourverbleib. Nachdem er mit 2 Siegen seinen Platz unter den Top 64 gesichert hatte, spielte er befreiter auf, kam zum 10. Mal in seiner Karriere ins Crucible und mit einem 10:3-Sieg über Stephen Maguire erreichte er zum zweiten Mal das WM-Achtelfinale.

### Erholung und nachlassende Erfolge
Der Erfolg brachte wieder einen Aufschwung und auch die Pandemie, die eine Saison in Quarantäne und ohne Livezuschauer brachte, war kein Nachteil für Gould. Beim ersten großen Turnier, dem European Masters, besiegte er unter anderem John Higgins, Yan Bingtao und den Weltranglistenersten Judd Trump und erreichte das Finale. Dort spielte er gegen Mark Selby, gegen den er einen 0:4-Rückstand wettmachte und erst im Decider mit 8:9 verlor. Danach folgte zwar wieder keine konstante Leistung (5 Auftaktniederlagen), aber ein Viertelfinale beim World Grand Prix, ein weiteres Achtelfinale und eine erneute WM-Endrunde brachten ihn wieder bis auf Platz 25 nach oben. In der folgenden Spielzeit blieben zwar anfangs größere Erfolge aus, da er aber besser abschnitt als 2 Jahre zuvor, näherte er sich in der 2 Jahre umfassenden Rangliste wieder den Top 16. Das Viertelfinale beim neuen Turkish Masters brachte zusammen mit zwei Achtelfinals zusätzlich Punkte. Ausgerechnet bei der Weltmeisterschaft, wo er viele Punkte zu verteidigen hatte, verlor er aber nach 5:2-Führung noch 5:6 gegen Ashley Hugill das Auftaktspiel und machte damit seine Saisonfortschritte wieder zunichte.
Wie zwei Jahre zuvor leitete das einen Trend ein, nur in die andere Richtung. In den ersten fünf Turnieren der Saison 2021/22 gewann er nur zwei Spiele. Bei den English Open bezwang er zwar Gary Wilson und Ronnie O’Sullivan, traf im Achtelfinale aber ausgerechnet auf Hugill und verlor 1:4. Bis zum Ende der Spielzeit kam er nicht mehr über die dritte Runde hinaus und er verlor auch wieder einmal sein WM-Auftaktspiel. Er konnte sich zwar noch auf der Tour halten, aber nach 5 sieglosen Spielen zum Auftakt der Folgesaison ging es weiter nach unten und nachdem er zwei Hauptturniere, für die er sich eigentlich schon qualifiziert hatte, krankheitsbedingt absagen musste, fiel er im Zwischenclassement erstmals nach 15 Profijahren am Stück aus den Top 64 heraus. 2024 konnte er inklusive der Weltmeisterschaft nicht mehr antreten, trotzdem beschlossen der Verband WPBSA und die World Snooker Tour eine Ausnahmeregel. Gould konnte auf der Tour bleiben und war in der nächsten Saison wieder teilnahmeberechtigt. Seine erzielten Ranglistenpunkte durfte er behalten. Er trat jedoch nicht mehr an und schied 2025 nach 19 Profijahren endgültig aus der Tour aus.

## Persönliches

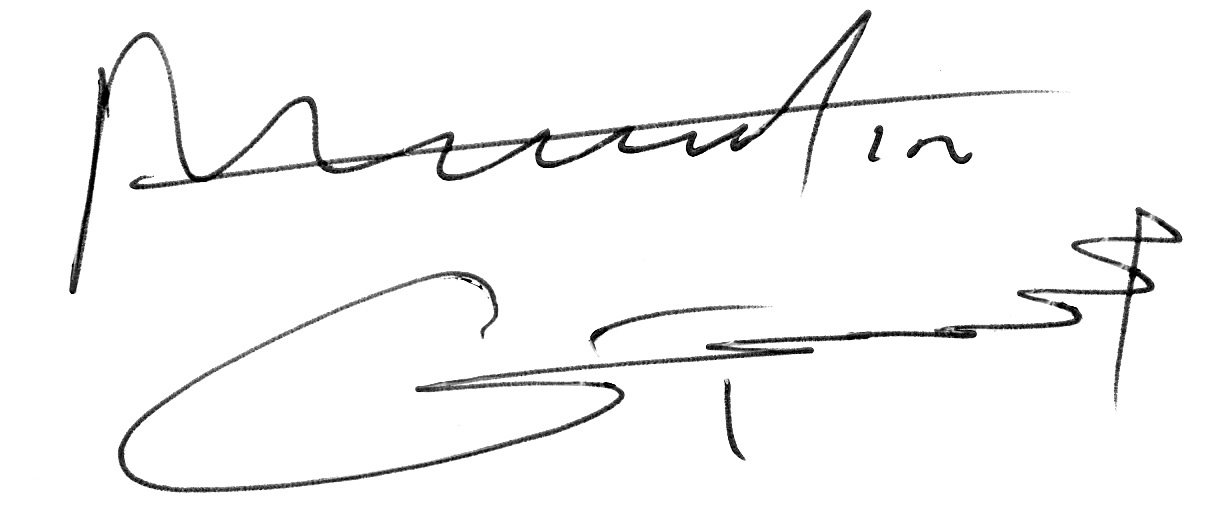
Autogramm von Martin Gould

Martin Gould ist einer der wenigen Brillenträger unter den Snookerprofis; er trug in früheren Jahren eine Brille mit auffallend kleinen Gläsern, über die er beim Anvisieren hinwegschaute, später wechselte er zu einer Brille mit extra großen Gläsern.

## Turniersiege

### Ranglistenturniere
- German Masters – 2016[2]
  - weitere Finals: PTC Grand Finals (2011), Australian Open (2015), European Masters (2020)

### Minor-Ranking-Turniere
- Players Tour Championship – Event 2 2012/13
  - weitere Finals: PTC-Event 6 2010/11, PTC-Event 11 2011/12, Bulgarian Open (2014), Gdynia Open (2016)

### Einladungsturniere
- Power Snooker Masters – 2011
- Snooker Shoot-Out – 2013
- Championship League – 2013, 2019 (im Endspiel: 2014)

### Amateurtitel
- Englischer Landesmeister: 2002, 2007